# فلاديمير داريدا
فلاديمير داريدا (بالتشيكية: Vladimír Darida)‏ (مواليد 8 أغسطس 1990 في سوكولوف، تشيكوسلوفاكيا) لاعب كرة قدم تشيكي يجيد اللعب في خط الوسط ويلعب حاليا في نادي فيكتوريا بلزن التشيكي منذ 2010.

## روابط خارجية
- فلاديمير داريدا على موقع الاتحاد الدولي (مؤرشف)  (الإنجليزية)
- فلاديمير داريدا على موقع الاتحاد الأوربي (الإنجليزية)
- فلاديمير داريدا على موقع الاتحاد التشيكي (الإنجليزية)
- فلاديمير داريدا على موقع قاعدة بيانات كرة القدم.إي يو (الإنجليزية)
- فلاديمير داريدا على موقع بيانات كرة القدم. دي إي (الألمانية)
- فلاديمير داريدا على موقع ناشيونال فوتبول تيمز (الإنجليزية)
- فلاديمير داريدا على موقع Soccerway.com (الإنجليزية)
- فلاديمير داريدا على موقع عالم كرة القدم.نت (الإنجليزية)
- فلاديمير داريدا على موقع AS.com (الإسبانية)